# Liste der Bodendenkmale in Burg (Spreewald)
In der Liste der Bodendenkmale in Burg (Spreewald) sind alle Bodendenkmale der brandenburgischen Stadt Burg (Spreewald) und ihrer Ortsteile aufgelistet. Grundlage ist die Veröffentlichung der Landesdenkmalliste mit dem Stand vom 31. Dezember 2020.
Die Baudenkmale sind in der Liste der Baudenkmale in Burg (Spreewald) aufgeführt.
|    | Gemarkung               | Flur           | Kurzansprache | Bodendenkmalnummer | Bemerkung | Bild |
| -- | ----------------------- | -------------- | --- | ------------------ | --------- | ---- |
| 1  | Burg (Spreewald) (Lage) | 18, 19, 20, 21 | Siedlung slawisches Mittelalter, Burgwall Eisenzeit, Siedlung Eisenzeit, Siedlung Bronzezeit, Burgwall slawisches Mittelalter, Burgwall Bronzezeit | 120011             |           |      |
| 2  | Burg (Spreewald) (Lage) | 16, 19         | Siedlung Bronzezeit | 120012             |           |      |
| 3  | Burg (Spreewald) (Lage) | 25             | Gräberfeld Eisenzeit, Gräberfeld Bronzezeit | 120278             |           |      |
| 4  | Burg (Spreewald) (Lage) | 19, 20         | Siedlung slawisches Mittelalter | 120279             |           |      |
| 5  | Burg (Spreewald) (Lage) | 19             | Siedlung Bronzezeit, Siedlung Eisenzeit, Siedlung slawisches Mittelalter                                                                           | 120280             |           |      |
| 6  | Burg (Spreewald) (Lage) | 19             | Siedlung slawisches Mittelalter | 120282             |           |      |
| 7  | Burg (Spreewald) (Lage) | 23, 25         | Friedhof deutsches Mittelalter, Dorfkern deutsches Mittelalter, Siedlung Urgeschichte, Dorfkern Neuzeit, Friedhof Neuzeit, Kirche Neuzeit          | 120283             |           |      |
| 8  | Müschen (Lage)          | 1              | Einzelfund Bronzezeit | 120443             |           |      |
| 9  | Müschen (Lage)          | 2              | Siedlung Bronzezeit, Siedlung Eisenzeit | 120444             |           |      |
| 10 | Müschen (Lage)          | 1, 2           | Dorfkern deutsches Mittelalter, Dorfkern Neuzeit                                                                                                   | 120445             |           |      |